# Advance Care Planning
Advance Care Planning (ACP) ist ein Beratungskonzept in der Gesundheitsversorgung. Auf Deutsch wird es z. B. als gesundheitliche Versorgungsplanung, vorausschauende Versorgungsplanung oder Vorausplanung der gesundheitlichen Versorgung bezeichnet. Anhand eines kontinuierlichen, strukturierten Beratungs- und Begleitungsprozesses sollen mögliche Erwartungen eines Patienten an seine zukünftige Behandlung und Pflege festgestellt sowie eindeutig und verständlich formuliert dokumentiert werden. Damit wird sichergestellt, dass der Patient umfassend informiert und aufgeklärt ist und seine Wünsche dem jeweiligen Behandlungsteam und den Angehörigen und Betreuern bekannt sind. So kann der mutmaßliche Wille der betroffenen Person auch in Situationen vertreten werden, in denen sie selbst nicht mehr in der Lage ist, das weitere Vorgehen in ihrem Sinne zu gestalten. Dabei werden Menschen von speziell ausgebildeten Beratern dabei begleitet, wenn sie sich mit ihren Wünschen, Vorlieben und Vorstellungen zur Versorgung bei künftigen gesundheitlichen Krisen auseinandersetzen.
Neben medizinischen Behandlungsoptionen werden auch Vorstellungen zur pflegerischen, psychosozialen und spirituellen Versorgung und Begleitung besprochen. Der Gesprächsprozess richtet sich ganz nach den Wünschen und Bedarfen der Person, die beraten wird; Angehörige und Vertrauenspersonen können in den Prozess einbezogen werden. Rechtliche Vertreter (Vorsorgebevollmächtigte oder rechtliche Betreuer) sollten den Willen der vertretenen Person gut kennen. Die beratende Fachkraft fungiert dabei als konstanter Dialogpartner, so dass der Wille des Patienten „nicht nur punktuell festgeschrieben, sondern wiederholt und unter wechselnden Bedingungen erfragt wird“. ACP stellt insofern „eine dynamische Form der Patientenverfügung“ dar.

## Deutsche Bezeichnungen und Definition der ACP-i
Im Deutschen gibt es für ACP bisher keine einheitliche Übersetzung. So wird ACP z. B. als „Behandlung im Voraus planen“ (BVP), „vorausschauende Behandlungsplanung“, „gesundheitliche Versorgungsplanung“, „vorausschauende Versorgungsplanung“ oder „Vorausplanung der gesundheitlichen Versorgung“ bezeichnet.
Die Organisation Advance Care Planning international (ACP-i) definierte 2017 Advance Care Planning als „einen qualifizierten Gesprächsprozess, der zum Ziel hat, mögliche künftige Behandlungsentscheidungen derart vorauszuplanen, dass die Betroffenen auch dann zuverlässig in Einklang mit ihren individuellen Zielen und Wünschen behandelt werden, wenn sie diese nicht mehr selbst äußern können.“

## Hintergrund
Der Gedanke, die Behandlung vorausschauend nach den Wünschen der betroffenen Person zu planen, entstammt der Palliativversorgung.
Motivation war unter anderem, „unnötigen Krankenhauseinweisungen, falschen oder Fehlinformationen im konkreten Handlungs- oder Notfall, in Krisen oder dem Sterbeprozess entgegenzutreten.“
Ein palliativer Notfallplan für die schnelle und zielgerichtete Versorgung bei akut auftretenden Symptomen ist integraler Bestandteil palliativer Versorgungskonzepte im ambulanten und stationären Setting. Vorsorgliche Willensbekundungen in Form von Patientenverfügungen o. ä. haben sich in der Praxis als mitunter unsicher und interpretationsbedürftig gezeigt.
Anfang der 1990er Jahre wurde das Konzept dann in den USA auch für alle anderen Menschen geöffnet und weiterentwickelt.

## Umsetzung in Deutschland
In Deutschland wurde das seither mehrfach weiterentwickelte und in verschiedenen englischsprachigen Ländern bereits fest etablierte Konzept ab 2008 im Modellprojekt ‚Beizeiten begleiten‘ aufgegriffen. Aus dem Modellprojekt entstand die Deutsche interprofessionelle Vereinigung – Behandlung im Voraus planen (DIV-BVP) e.V. als ein Ausbildungsanbieter. Mittlerweile gibt es in Deutschland eine Vielzahl von Einrichtungen der Altenhilfe und Behindertenhilfe, die ACP anbieten. Zudem haben verschiedenen Ausbildungsstätten die Qualifikation als Berater zur Gesundheitlichen Versorgungsplanung nach § 132g SGB V in ihr Programm aufgenommen.
Eine gesetzliche Grundlage für die Umsetzung von ACP im deutschen Gesundheitssystem wurde mit dem 2015 in Kraft getretenen Hospiz- und Palliativgesetz geschaffen.
Als Teil dieses Gesetzes sieht der § 132g SGB V die Gesundheitliche Versorgungsplanung für die letzte Lebensphase für Bewohner von stationären Einrichtungen der Altenhilfe und Klienten besonderer Wohnformen der Behindertenhilfe vor.
Die konkrete Ausgestaltung ist in der Vereinbarung nach § 132g Abs. 3 SGB V über Inhalte und Anforderungen der gesundheitlichen Versorgungsplanung für die letzte Lebensphase vorgenommen worden. Dort sind die Rahmenbedingungen für das Beratungsangebot in den Einrichtungen und die Anforderungen an die Ausbildung der Berater festgelegt.

### Konzeption
Das Konzept ACP sieht vor, Menschen mit den existenziellen Fragen der gesundheitlichen Versorgungsplanung nicht alleine zu lassen, sondern sie dabei professionell zu begleiten. Dafür werden speziell geschulte Berater eingesetzt.
Nach Vorgabe der Vereinbarung nach § 132g Abs. 3 SGB V über Inhalte und Anforderungen der gesundheitlichen Versorgungsplanung für die letzte Lebensphase müssen die Berater einen entsprechenden Grundberuf (etwa einen Abschluss einer Berufsausbildung im Bereich Pflege oder Erziehung oder eines Studiums innerhalb der Fachrichtungen Gesundheits-, Pflege, Geistes-, Sozial- oder Erziehungswissenschaften) und mehrjährige einschlägige Berufserfahrung haben. Die Berater können durch die Einrichtung oder einrichtungsübergreifend durch den Träger gestellt werden; alternativ können externe Berater eingesetzt werden, wobei die Verantwortung aber bei der Einrichtung verbleibt.
Die Beratung erstreckt sich über so viele Gespräche, wie die beratene Person braucht, um alle Fragen zu klären, Wünsche, Werte und Vorstellungen zu erkunden und zu reflektieren und so, wie sie das möchte, zu verschriftlichen. Die Beratung ist freiwillig und der Prozess kann jederzeit unterbrochen, beendet oder wieder aufgenommen werden.
Im Prozess können neben Beratungsgesprächen auch Fallbesprechungen stattfinden. Dabei werden die behandelnden Ärzte einbezogen, um konkrete medizinische Fragen klären zu können. Ein Bestandteil des Prozesses kann die Erörterung von möglichen Notfallsituationen sein. Diesbezügliche Versorgungswünsche können in einem Notfallbogen verschriftlicht werden. Der Beratungsprozess wird schriftlich dokumentiert.
Die regionalen Behandler und Versorger sollten über die Implementierung des Beratungsangebotes informiert und, wenn möglich, aktiv in die Ausgestaltung und Umsetzung mit einbezogen werden. Nur dann kann die Umsetzung der Behandlungswünsche wirklich gelingen.
Um eventuelle Veränderungen des Willens erfassen und berücksichtigen zu können, werden in regelmäßigen Abständen erneute Gespräche angeboten, in jedem Fall aber bei Änderungen der persönlichen Lebenssituation.

## Definition Future Care Planning in Wales und Schottland
Advance care planning wurde in einer internationalen White Paper Studie von Professoren Judith Rietjens und Ida Korfage in Lancet Oncology so definiert, dass es ausschließlich Patienten mit entscheidungsfähiger Kapazität zur Zeit der Entscheidung über Pläne und Diskussionen zum Thema ihrer späteren Gesundheitsversorgung betrifft. Dies hat dazu geführt, dass einige Länder wie Schottland und Wales, seit 2018 den Begriff „Future Care Planning“ als Oberbegriff verwenden, der sowohl die Vorausplanung für Personen mit mentaler Kapazitaet zur Entscheidungstreffung, als auch eine Planung für Personen mit fehlender mentaler Leistungsfähigkeit umfasst (Entscheidungsfindung im Sinne des britischen Gesetzes über geistige Leistungsfähigkeit „Mental Capacity Act Best Interests Decision making“). Professor Mark Taubert, NHS Wales Vorsitzender für Advance & Future Care Planning, hat 2022 ein Position-paper publiziert, der das Future Care Planning Konzept beschreibt und definiert NHS Scotland hat ebenfalls die Future Care Planning Terminologie übernommen, als Oberbegriff unter welchem Advance Care Planning und Anticipatory Care Planning als Teilkomponenten weiterexistieren.